# بقاء الموتى (فلم)
بقاء الموتى  (بالإنجليزية: Survival of the Dead)، هو فيلم رعب صدر عام 2009، كتبه وأخرجه جورج أ. روميرو، وهو من بطولة آلان فان سبرانغ، كينيث ويلش، وكاثلين مونرو. يُعد الفيلم السادس في سلسلة "ليلة الموتى الأحياء" التي أخرجها روميرو. تدور القصة حول مجموعة من جنود الحرس الوطني الهاربين الذين ظهروا لفترة وجيزة في فيلم "مذكرات الموتى".
يُعتبر هذا الفيلم آخر عمل أخرجه روميرو قبل وفاته في عام 2017.

## القصة
تدور الأحداث علي جزيرة قبالة سواحل أمريكا الشمالية، وباء غامض يظهر عليها الجزيرة ويصيب السكان ويجعلهم في حالة من اللاوعى؛ أقرب إلى الموتى الأحياء، يحارب السكان المحليون الوباء بكل شدة وضرواة، بينما يأمل أقارب المصابين والأمم المتحدة في إيجاد علاج من أجل شفاء المصابين بذلك الوباء المخيف.

## الميزانية والإيرادات
كلف الفيلم 4 ملايين دولار وحقق أرباح تقدر بـ 386,078 دولار.

## وصلات خارجية
- مقالات تستعمل روابط فنية بلا صلة مع ويكي بيانات

سرفايفل أوف ذا ديد على IMDb
سرفايفل أوف ذا ديد على Rotten Tomatos
سرفايفل أوف ذا ديد على AllMovie
سرفايفل أوف ذا ديد على Metacritic